# Gottfried Bessel

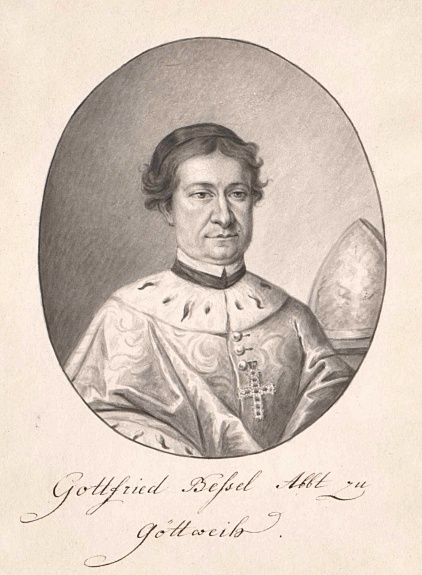
Abt Gottfried Bessel

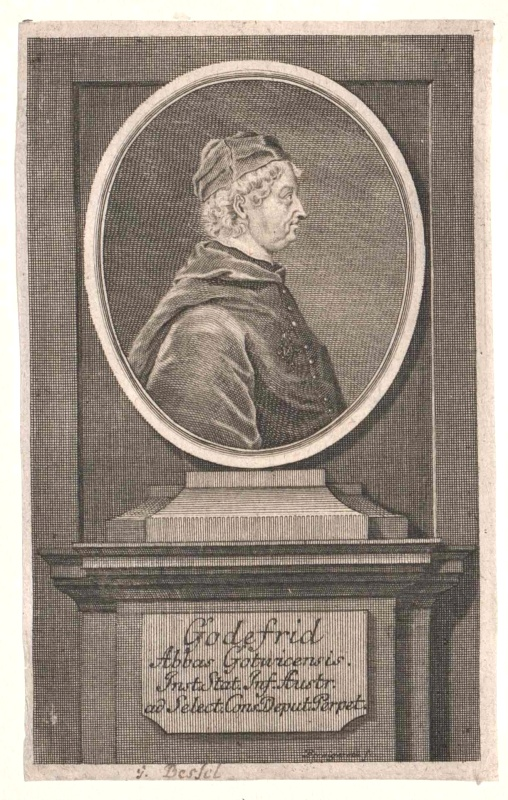
Abt Gottfried Bessel

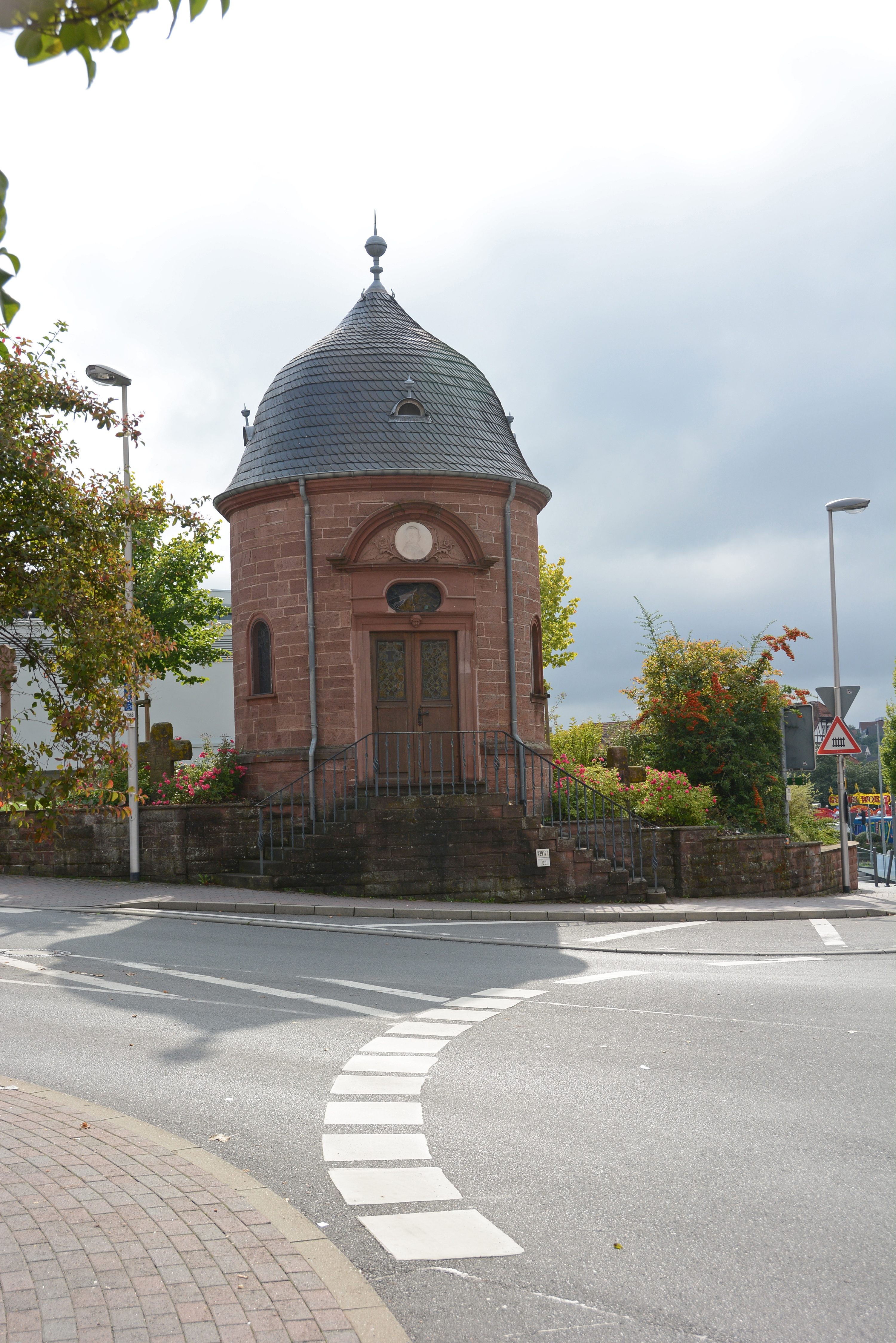
Abt-Bessel-Kapelle in Buchen (Odenwald)

Johann Georg Bessel, mit Ordensnamen Gottfried (* 5. September 1672 in Buchen (Odenwald); † 22. Januar 1749 in Göttweig) war ein deutsch-österreichischer Benediktiner und Wissenschaftler.

## Leben
Gottfried Bessel, gebürtig in Buchen im Odenwald, in der Erzdiözese Mainz, studierte in Aschaffenburg, Bamberg, Würzburg und Salzburg. Er trat am 15. Juni 1692 in das Kloster Göttweig ein. Er empfing am 21. März 1696 die Priesterweihe und wurde im Mai nach seiner Promotion zum Doktor der Theologie Lehrer an der benediktinischen Klosterschule in Seligenstadt am Main.
Erzbischof Lothar Franz von Schönborn, Kurfürst von Mainz, betraute Bessel mit diplomatischen Sendungen nach Wien, Rom und Wolfenbüttel. Nachdem ihn die Universität La Sapienza in Rom 1703 zum Doctor iuris utriusque promoviert hatte, ernannte Schönborn ihn 1704 zum Mainzer Generalvikar und Offizial. 1700 wurde er Apostolischer Protonotar. Es war seinem diplomatischen Geschick zuzuschreiben, dass am 1. Mai 1707 die Prinzessin Elisabeth Christine von Braunschweig-Wolfenbüttel und 1709 auch ihr Großvater, der Herzog Anton Ulrich, konvertierte.
Bessel wurde 1714 zum Abt des Benediktinerstifts Göttweig in Niederösterreich gewählt. Die Benediktion fand nicht in Göttweig, sondern im Bamberger Dom unter dem Vorsitz des Mainzer Kurfürsten statt. 1716 erfolgte eine kaiserliche Ernennung zum Hoftheologen. Er war der wohl bedeutendste Abt des Stifts (1714–1749), das er nach dem Brand im Jahr 1718 nach Plänen von Johann Lucas von Hildebrandt wiederaufbauen ließ.
Auch war Gottfried Bessel 1714–16 Rektor der Universität Wien sowie Verfasser der Göttweiger Chronik (Chronicon Gotwicense). Aufgrund seiner wegweisenden Forschungen zur Urkundenlehre wurde er oft mit Jean Mabillon verglichen, auch „deutscher Mabillon“ genannt.
Im Laufe des Österreichischen Erbfolgekrieges ist er 1741 als Geisel in französische Haft geraten und musste für 50.000 fl freigekauft werden. Am 29. Juni 1746 wurde in Anwesenheit von Kaiser Franz Stephan und Maria Theresia sein Goldenes Profess-, Priester- und Doktorjubiläum gefeiert.
In seiner Geburtsstadt Buchen, deren Kirchengemeinde Gottfried Bessel einen kostbaren Messkelch und eine Kapelle stiftete, ist die Realschule sowie eine Straße nach ihm benannt.